# Salem Saleh
Salem Saleh Mussallam Salem Al-Rejaibi (tiếng Ả Rập: سالم صالح; sinh ngày 14 tháng 5 năm 1991) là một cầu thủ bóng đá người Các Tiểu vương quốc Ả Rập Thống nhất thi đấu cho Al Nasr Sc ở vị trí tiền vệ và tiền đạo. Anh thi đấu cho Đội tuyển bóng đá quốc gia Các Tiểu vương quốc Ả Rập Thống nhất ở nhiều giải đấu khác nhau.

## Bàn thắng quốc tế
Bàn thắng cầu thủ ghi và tỉ số cuối cùng của đội tuyển Các Tiểu vương quốc Ả Rập Thống nhất.
| # | Ngày                 | Địa điểm                                                                               | Đối thủ     | Bàn thắng | Tỉ số | Giải                              |
| - | -------------------- | -------------------------------------------------------------------------------------- | ----------- | --------- | ----- | --------------------------------- |
| 1 | 5 tháng 10 năm 2013  | Sân vận động Thâm Quyến, Thâm Quyến, Trung Quốc                                        | Lào         | 1–0       | 2–0   | Giao hữu                          |
| 2 | 9 tháng 11 năm 2013  | Sân vận động Al Nahyan, Abu Dhabi, Các Tiểu vương quốc Ả Rập Thống nhất                | Philippines | 1–0       | 4–0   | Giao hữu                          |
| 3 | 15 tháng 11 năm 2013 | Sân vận động Thành phố Thể thao Zayed, Abu Dhabi, Các Tiểu vương quốc Ả Rập Thống nhất | Hồng Kông   | 1–0       | 4–0   | Vòng loại Cúp bóng đá châu Á 2015 |
| 4 | 18 tháng 3 năm 2016  | Sân vận động Thành phố Thể thao Zayed, Abu Dhabi, Các Tiểu vương quốc Ả Rập Thống nhất | Bangladesh  | 4–1       | 6–1   | Giao hữu                          |
| 5 | 18 tháng 3 năm 2016  | Sân vận động Thành phố Thể thao Zayed, Abu Dhabi, Các Tiểu vương quốc Ả Rập Thống nhất | Bangladesh  | 5–1       | 6–1   | Giao hữu                          |